# Bracon talyshicus
Bracon talyshicus är en stekelart som beskrevs av Vladimir Ivanovich Tobias 1976. Bracon talyshicus ingår i släktet Bracon och familjen bracksteklar. Inga underarter finns listade.